# Saxifraga parkaensis
Saxifraga parkaensis är en stenbräckeväxtart som beskrevs av J.T. Pan. Saxifraga parkaensis ingår i Bräckesläktet som ingår i familjen stenbräckeväxter. Inga underarter finns listade i Catalogue of Life.